# Vladimír Tichota
Vladimír Tichota (17. října 1899 – 1975 Praha) byl český a československý politik Československé strany národně socialistické a poslanec Prozatímního a Ústavodárného Národního shromáždění. Po roce 1948 politicky pronásledován a vězněn komunistickým režimem.

## Biografie
Původním povoláním byl železničářem. Od mládí se angažoval v odborovém hnutí.
V letech 1945–1946 byl poslancem Prozatímního Národního shromáždění za národní socialisty. V parlamentu setrval až do parlamentních voleb v roce 1946, pak se stal poslancem Ústavodárného Národního shromáždění za národní socialisty, kde setrval formálně do voleb do Národního shromáždění roku 1948.
Po únorovém převratu v roce 1948 byl členem ústředního vedení ilegální Československé strany národně socialistické. V 50. letech 20. století byl souzen v politickém procesu s členy národněsocialistické politické šestky (známý též jako proces se skupinou Josefa Čupery), který navazoval na proces se skupinou Milady Horákové. Státní soud v Praze vynesl rozsudky ve dnech 20.–21. července 1950. Na doživotí byl odsouzen Josef Čupera, zbytek skupiny včetně Tichoty dostal vysoké tresty odnětí svobody. V prosinci 1990 byli všichni členové skupiny „JUDr. Čupera a spol.“ plně rehabilitováni. Z vězení byl Tichota propuštěn roku 1960. Zemřel roku 1975.